# Wólka Zamkowa
Wólka Zamkowa – wieś w Polsce położona w województwie podlaskim, w powiecie siemiatyckim, w gminie Drohiczyn. Przez miejscowość przechodzi droga krajowa nr 62.
W latach 1975–1998 miejscowość administracyjnie należała do województwa białostockiego.
W Wólce Zamkowej urodził się poseł na Sejm Michał Arcichowski.
Wieś jest dwuwyznaniowa, zamieszkują ją wyznawcy Kościołów: rzymskokatolickiego (Parafia Trójcy Przenajświętszej w Drohiczynie) i prawosławnego (Parafia św. Mikołaja w Drohiczynie).